# Franciszek Stefaniuk
Franciszek Jerzy Stefaniuk (ur. 4 czerwca 1944 w Drelowie) – polski rolnik i polityk. W latach 1989–2015 poseł na Sejm z ramienia Zjednoczonego Stronnictwa Ludowego i Polskiego Stronnictwa Ludowego (X, I, II, III, IV, V, VI i VII kadencji), w latach 1997–2001 wicemarszałek Sejmu III kadencji.

## Życiorys
Syn Stanisława i Stanisławy. Uzyskał wykształcenie średnie zawodowe, w 1978 ukończył Technikum Ekonomiczne w Międzyrzecu Podlaskim. Od 1969 do 1990 był radnym rad narodowych różnych szczebli. Do 1994 prowadził gospodarstwo rolne. Wieloletni działacz ochotniczej straży pożarnej.
W 1963 wstąpił do Zjednoczonego Stronnictwa Ludowego. Funkcję posła po raz pierwszy pełnił z ramienia tej partii w latach 1989–1991  w Sejmie kontraktowym. W 1991 uzyskał mandat poselski, reprezentując Polskie Stronnictwo Ludowe. Ponownie wybierany w 1993, 1997 (w Sejmie III kadencji zajmował stanowisko wicemarszałka), 2001 i 2005. W 2007 podczas prac nad projektem zmiany Konstytucji RP dotyczącym ochrony życia ludzkiego 1 marca został wybrany na przewodniczącego podkomisji w miejsce odwołanej Jadwigi Wiśniewskiej.
W 2004 i 2009 bezskutecznie kandydował do Parlamentu Europejskiego.
W wyborach parlamentarnych w 2007 po raz siódmy uzyskał mandat poselski, otrzymując w okręgu chełmskim 13 271 głosów. W listopadzie 2009 został wybrany na członka sejmowej komisji śledczej ds. zbadania nielegalnych nacisków na kształt ustawy o grach i zakładach wzajemnych (komisja działała do sierpnia 2010). W wyborach do Sejmu w 2011 po raz kolejny z powodzeniem ubiegał się o reelekcję, dostał 10 527 głosów. W 2015 nie został wybrany na kolejną kadencję.

## Odznaczenia i wyróżnienia
W 1979 odznaczony Złotym Krzyżem Zasługi, w 2016 otrzymał Brązową Odznakę „Zasłużony dla Ochrony Przeciwpożarowej”. W 1997 otrzymał tytuł honorowego obywatela miasta Międzyrzec Podlaski.